# District de Palpa (Népal)
Le district de Palpa – en népalais :  पाल्पा जिल्ला – est l'un des 75 districts du Népal. Il est rattaché à la zone de Lumbinî et à la région de développement Ouest. La population du district s'élevait à 261 180 habitants en 2011. Avant l'unification du Népal (1768) le district était au cœur d'une principauté du même nom. 
Le centre administratif du district se situe au palais de Tansen, à Tansen.

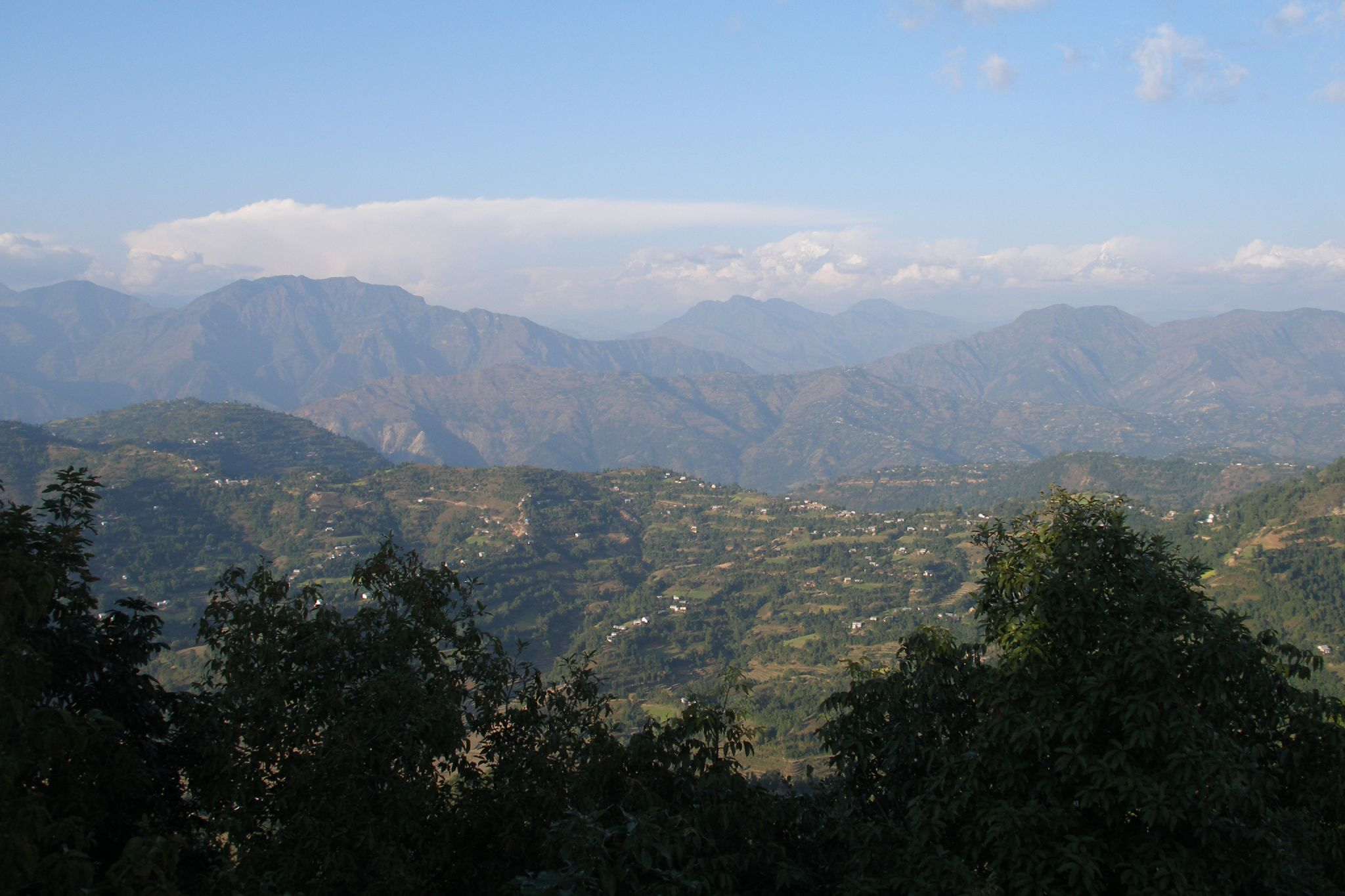
Chaîne du Mahabharat près de Tansen. Le Haut Himalaya est à peine visible dans la neige et les nuages.